# Vicoa chodzhakasiani
Vicoa chodzhakasiani là một loài thực vật có hoa trong họ Cúc. Loài này được Kinzik. mô tả khoa học đầu tiên năm 1988.